# Tony Benn

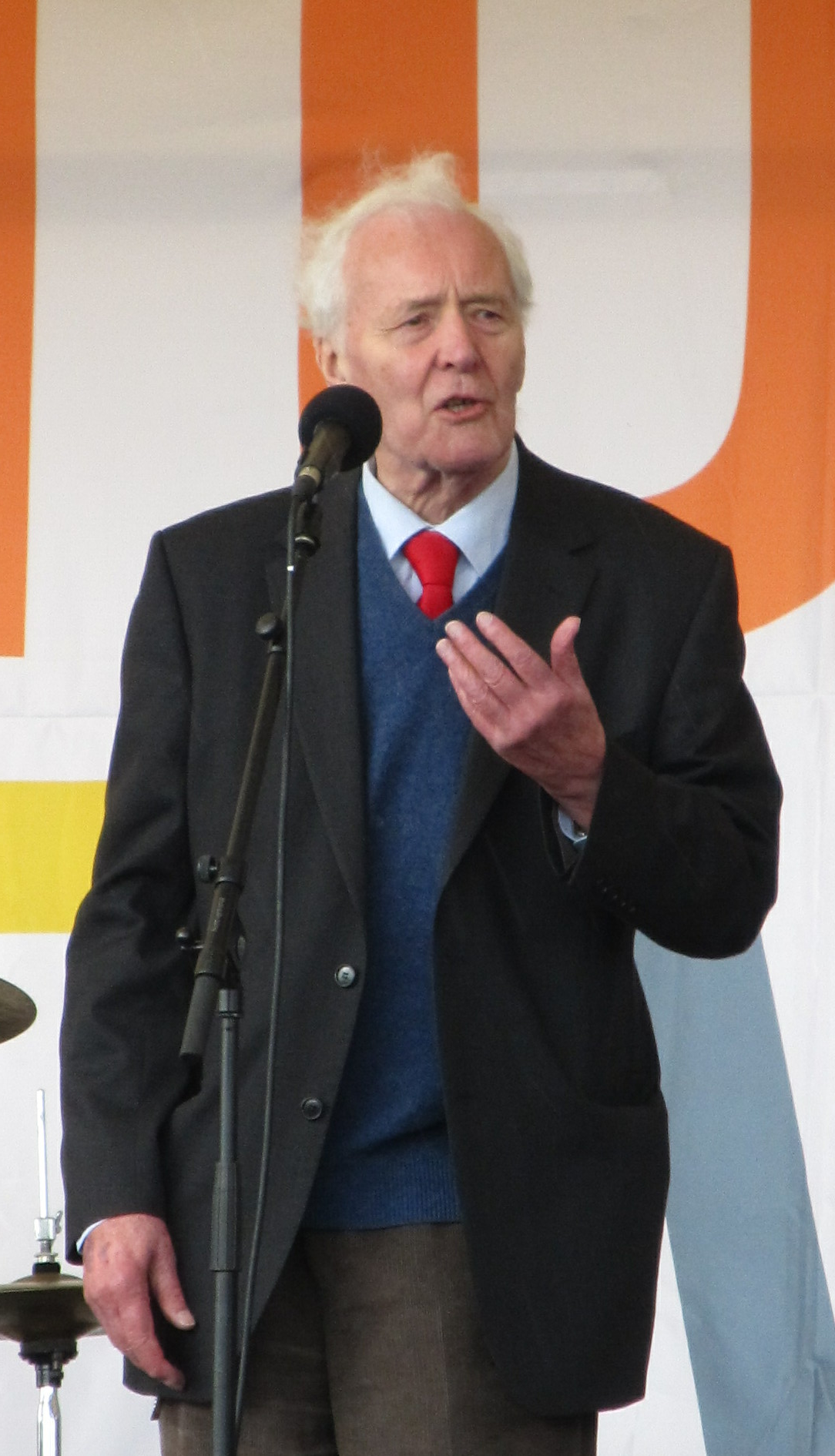
Tony Benn (2012)

Anthony „Tony“ Neil Wedgwood Benn, PC, früher 2. Viscount Stansgate (* 3. April 1925 in London; † 14. März 2014 ebenda), war ein britischer Politiker der Labour Party. Er gehörte dem House of Commons von 1950 bis 1960 an und erneut von 1963 bis 2000, also fast fünfzig Jahre lang, und war mehrmals Minister. In den 1970er und 1980er Jahren führte er den linken Parteiflügel und war bis zu seinem Tod im sozialistischen und pazifistischen Spektrum aktiv.

## Herkunft
Tony Benns Vater William Wedgwood Benn war Mitglied des Parlaments für die Liberalen. Er trat zur Labour Party über und wurde 1942 zum Lord erhoben. Beide Großväter, John Williams Benn und Daniel Holmes, waren ebenfalls liberale Abgeordnete (der eine zunächst für den Wahlkreis Tower Hamlets, St George, dann für Devonport, der andere für Govan). Tony Benn ist ein Cousin der Schauspielerin Margaret Rutherford.
Seine Mutter Margaret, geb. Holmes, war eine Theologin und Feministin. Sie pflegte ihm die biblischen Geschichten zu erzählen, in denen die Propheten gegen den Machtmissbrauch der Könige und für Gerechtigkeit einstanden. Dies habe, so Tony Benn, seine politischen Werte lebenslang geprägt.

## Leben

### Jugend, Kriegsdienst und Studium
Benn wurde 1925 im Londoner Stadtviertel Marylebone geboren. Er besuchte die Westminster School, eine angesehene (und teure) Public School. Während des Zweiten Weltkrieges diente er vom Juli 1943 bis zum August 1945 in der Royal Air Force, zuletzt als Pilot. Ebenfalls Pilot der Royal Air Force war sein ihm eng verbundener älterer Bruder Michael Julius Wedgwood Benn, der Theologie studierte und Priester der Church of England werden wollte. Michael Benn kam 1944 beim Absturz seines Flugzeugs ums Leben.
Nach Kriegsende studierte Benn am New College der University of Oxford Philosophie, Politik und Wirtschaftswissenschaften. 1947 wurde er zum Vorsitzenden des renommierten studentischen Debattierclubs Oxford Union gewählt. Davon, dass er eine Eliteschule und eine Eliteuniversität besucht hatte, sollte nach seinem Willen kein Aufhebens gemacht werden. Später, als Abgeordneter und Minister, ließ er die Westminster School und die University of Oxford aus den offiziellen Lebensläufen streichen. Zum Punkt „Education“ ließ er stattdessen eintragen: „in progress“ („Bildung: fortdauernd“). Nach dem Examen arbeitete er 1949/1950 kurzzeitig als Radioproduzent bei der BBC.

### Anfänge der politischen Karriere
1950 ergab sich für Benn die Gelegenheit, in die Politik einzusteigen, als Stafford Cripps seinen Parlamentssitz niederlegte. Die Labour Party nominierte ihn für die fällige Nachwahl. Im Alter von 25 Jahren wurde Benn für den Wahlkreis Bristol South East in das Unterhaus gewählt. In der Labour Party galt er als Zentrist, weil er sich nicht den Linken um Aneurin Bevan anschloss.
Benn wusste, dass ihm als Abgeordneter nur dann eine Zukunft beschieden war, wenn es gelang, den Peerage Act zu ändern. Seinem Vater hatte Winston Churchill die erbliche Peerswürde mit dem Titel eines Viscount Stansgate verleihen lassen. Infolge des Todes von Michael Benn wurde sein jüngerer Bruder Tony Anwärter auf den Titel. Aufgrund des Act of Settlement würde er – beim Tode seines Vaters und dem Übergang des Titels auf den Sohn – von seinem Mandat im House of Commons zurücktreten und den ererbten Sitz im House of Lords einnehmen müssen. Die Mitgliedschaft in beiden Häusern ist ausgeschlossen. Deshalb trat Benn bereits in den frühen 1950er Jahren für eine Änderung des Gesetzes dahingehend ein, Adligen einen Rücktritt von ihren Titeln und die Beibehaltung ihres Parlamentssitzes im House of Commons zu gestatten.

### Der Kampf um das Recht, als Adliger für das Unterhaus kandidieren zu dürfen
Als sein Vater im November 1960 starb, beharrte Benn darauf, seine ungewollte Peerswürde aufzugeben. Er bewarb sich bei der Nachwahl um seinen eigenen Parlamentssitz – und gewann den Wahlkreis Bristol South East erneut. Ein Wahlgericht entschied, dass Benn nach geltendem Recht nicht wählbar war und vergab den Sitz an den konservativen Mitbewerber Malcolm St Clair. Benn setzte seine Kampagne fort; die konservative Regierung machte schließlich den Weg zu einer Gesetzesänderung frei. Der Peerage Act von 1963 erlaubt die Niederlegung einer Peerswürde. Das Gesetz wurde am 31. Juli 1963 um 18 Uhr wirksam – bereits um 18.22 Uhr legte Benn seinen Titel nieder. St Clair nahm die Chiltern Hundreds (eine Formulierung, die einen Rückzug aus dem Parlament umschreibt), und Benn kehrte in das Unterhaus zurück, nachdem er die erneute Nachwahl am 20. August 1963 gewonnen hatte.

### Minister in Labour-Regierungen
Von 1964 bis 1966 war Benn Postmaster General (Postminister), von 1966 bis 1970 Technologieminister, ein Amt, in dem er für die Entwicklung des franco-britischen Überschallflugzeugs Concorde verantwortlich wurde. (Im Oktober 2003 war er deshalb Gast beim letzten regulären Concorde-Flug von British Airways.) Zwischen 1974 und 1975 war er britischer Industrieminister, von 1975 bis 1979 Energieminister.

### Führungs- und Richtungskämpfe in der Labour Party
Vom September 1971 bis zum September 1972 war Benn Vorsitzender der Labour Party (dieses Amt entspricht nicht dem eines Parteivorsitzenden in deutschen Parteien – das Äquivalent eines deutschen Parteivorsitzenden ist in Großbritannien der Party Leader/Parteiführer). Dabei trat er mehr und mehr für Positionen des linken Flügels ein. Er sprach sich entschieden für eine Arbeitsmarktpolitik aus, durch die der Staat die Beschäftigung nicht dem Spiel der Märkte überließ, und für die Verstaatlichung von Unternehmen bestimmter Größe in bestimmten Branchen.
Obwohl er sich zunächst für einen Beitritt Großbritanniens zur Europäischen Wirtschaftsgemeinschaft (EWG) eingesetzt hatte, schwenkte er auf die Linie der allermeisten britischen Gewerkschaften ein und warb für den Austritt Großbritanniens aus der EWG. In einem Referendum am 5. Juni 1975 stimmten die Wähler jedoch für einen Verbleib in der EWG.
Die Niederlage der Labour Party in den Parlamentswahlen von 1979 verschärfte die Richtungskämpfe innerhalb der Partei. Die Labour Party wählte den Parteilinken Michael Foot zum Parteiführer, während die gemäßigten Politiker Shirley Williams, Roy Jenkins, William Rodgers und David Owen die Partei verließen und 1981 die Social Democratic Party gründeten.
Infolge einer Satzungsänderung, die das Stimmgewicht des Gewerkschaftsblocks bei Abstimmungen auf Parteitagen einschränkte, und infolge ausbleibender Unterstützung durch einige Labour-Linke, darunter Neil Kinnock, verlor Benn 1981 die Wahl zum stellvertretenden Vorsitzenden gegen Denis Healey sehr knapp. Fortan hatte er in seiner Partei zwar noch viele Bewunderer, doch kaum noch Einfluss an entscheidenden Stellen.
Im Oktober 1982 forderte Benn, das Parlament solle dem Monarchen die (wenigen) letzten Möglichkeiten zu politischer Einflussnahme entziehen. Daraufhin verlor er sein Amt als Vorsitzender des Innenpolitischen Ausschusses und damit seine letzte Machtbasis im Parteivorstand. Im Oktober 1984 unterlag er bei der Nominierung zum Schattenkabinett. 1988 kandidierte er letztmals (und erneut erfolglos) als Parteiführer.

### Abgeordneter des Wahlkreises Chesterfield
Benns Wahlkreis Bristol South East wurde 1983 durch Änderungen der Wahlkreisgrenzen abgeschafft. Die Nominierung für den sicheren Sitz Bristol South verlor er an Michael Cocks. Angebote, den neuen Wahlkreis Livingston in Schottland zu übernehmen, lehnte Benn ab. So trat er im Wahlkreis Bristol East an und unterlag seinem konservativen Mitbewerber Jonathan Sayeed. Gleichwohl blieb er dem Unterhaus nur für kurze Zeit fern. Denn als 1984 erstmals nach den Parlamentswahlen von 1983 ein sicherer Labour-Wahlkreis vakant wurde, nämlich im Wahlkreis Chesterfield, sorgte seine noch immer starke Anhängerschaft dafür, dass Benn nominiert und ins Unterhaus gewählt wurde. Seine Unterstützung des Bergarbeiterstreiks von 1984/1985 trug ihm wütende Angriffe von Margaret Thatcher und seitens der konservativen Presse ein.
17 Jahre lang vertrat Benn den Wahlkreis Chesterfield. Doch fiel es ihm im Laufe der Jahre schwerer und schwerer, sich der Fraktionsdisziplin zu unterwerfen. Schließlich trat er bei den Parlamentswahlen 2001 nicht noch einmal an, obwohl er sich seines Wahlkreises sicher sein konnte. Denn er wolle „mehr Zeit für Politik haben“. 	
„More time for politics“ ist auch der Titel des bislang letzten Bandes seiner Tagebücher. Die Leidenschaft, politisch gestalten zu wollen, hatte er in der Labour-Führung vermisst, der er vorwarf, vor vermeintlichen „Sachzwängen“ zu kapitulieren.

### Engagement gegen den Krieg
Bereits im Falklandkrieg 1982 trat Benn gegen die Entsendung der Kriegsmarine ein. Während des Zweiten Golfkriegs 1990/1991 flog er – nach Edward Heath – nach Bagdad, um Saddam Hussein zur Freilassung der Geiseln zu bewegen, die dieser unter den im Irak befindlichen Ausländern genommen hatte. Vor dem und im Dritten Golfkrieg 2003 war Benn Vorsitzender der „Stop the War Coalition“ gegen eine Beteiligung seines Landes am Krieg. Im Februar 2003 sprach er auf einer Kundgebung in London vor fast 1 Million Menschen. Im selben Monat reiste er erneut nach Bagdad, um Saddam Hussein zu sprechen. Das Interview wurde im britischen Fernsehen ausgestrahlt.

### Familie
1949 lernte Benn die amerikanische Erziehungswissenschaftlerin Caroline Middleton DeCamp aus Cincinnati, Ohio, am Worcester College in Oxford kennen. Neun Tage später machte er ihr auf einer Parkbank in der Stadt einen Heiratsantrag. Später kaufte er der Stadt Oxford die Parkbank ab und installierte sie im Garten seines Hauses in Holland Park. Tony und Caroline bekamen vier Kinder. Caroline starb im Alter von 74 Jahren im Jahr 2000. Sein Sohn Hilary Benn ist Labour-Politiker und war mehrere Jahre Kabinettsmitglied.

## Nachrufe
Die Nachrufe anlässlich Benns Tod waren zwiespältig. Einerseits würdigten auch politische Gegner Benns Idealismus, Aufrichtigkeit und Engagement: Premierminister David Cameron würdigte ihn als „herausragenden Schriftsteller, Redner und Aktivisten“, der ehemalige konservative Premierminister John Major nannte ihn einen „wahren politischen Kämpfer“. Der ehemalige Vorsitzende der Labour-Party, Ed Miliband, bezeichnete Tony Benn als „Vorkämpfer für die Machtlosen, großen Parlamentarier und Politiker aus Überzeugung“. Nach Leo Panitch nahm er die Demokratie sehr ernst. Besonders ihre Macht, die Welt zu verändern.
Andere vertraten dagegen die Ansicht, dass Benns linke Positionen seiner Partei während der 1970er und 1980er Jahre vor allem geschadet hätten: Sein früherer innerparteilicher Gegner Denis Healey bezeichnete Benn als „Held des Linken“, doch eine linke Labour Party könne keine Mehrheiten gewinnen. Die Zeitung The Independent schrieb im Editorial, Benns politische Philosophie hätte, wäre sie umgesetzt worden, „unaussprechlichen Schaden für das Land“ angerichtet, stattdessen „wurde der Schaden in der Labour Party angerichtet“.

## Tagebücher und Schriften
- Die ersten sechs Tagebücher. ISBN 0-09-963411-2.
- Das siebte Tagebuch. ISBN 0-09-941502-X.
- Arguments for Socialism. 1979.
- Arguments for Democracy. 1981.
- mit Andrew Hood: Common Sense. 1993.

Im August 2003 publizierte der Londoner DJ Charles Bailey ein Album mit Benns Reden, ISBN 1-904734-03-0.